# Lachares
Lachares (gr. Λαχάρης) (żył na przełomie IV i III wieku p.n.e.) – ateński dowódca wojskowy, strateg, tyran w Atenach prawdopodobnie od około 299 p.n.e. do 295 p.n.e.
Lachares w Atenach miał tytuł strateg epi tous ksenous (dosł. strateg dla cudzoziemców, chodzi tu o najemników), który dawał mu władzę nad wojskami najemnymi w tej greckiej polis. Według anonimowej Kroniki olimpiad znalezionej w Oksyrynchos (ob. Al-Bahnasa) w Egipcie, najprawdopodobniej w 299 p.n.e. posłużył się oddanymi mu pod dowództrwo najemnikami i zajął zbrojnie Ateny. Następnie wymusił na zastraszonych współobywatelach wydanie wyroku śmierci na pozostałych strategów, po czym przez około pięć lat rządził samowładnie polis.
Najemnicy poparli Lacharesa i poszli za nim walczyć przeciw obywatelom ateńskim, mimo że to ci ostatni ich opłacali. Jednakże, jeśli Lachares był wieloletnim strategiem, ekspertem od wojsk najemnych, nie powinno dziwić, że to właśnie jemu pozostali lojalni.
Lachares został pokonany przez wojska Demetriusza. Dalsze losy po zdobyciu Aten nie są do końca znane.